# Marko Božič
Marko Božič, slovenski nogometaš, * 7. februar 1984, Koper.

## Klubska kariera
Božič je nogomet začel igrati v domačem klubu FC Koper, od koder se je leto kasneje preselil v NK Mura. 5. septembra 2007 je podpisal pogodbo s srbskim prvoligašem FK Rad, za katerega je igral eno sezono. V sezoni 2008-09 je igral za Bonifiko, leta 2009 pa je prestopil v NK Domžale.

## Reprezentančna kariera
Božič je bil 18. avgusta 2004 povabljen v reprezentanco za prijateljsko tekmo proti Srbiji in Črni Gori, na kateri pa ni nastopil. Za Slovensko nogometno reprezentanco do 21 let je nastopil na kvalifikacijah za nastop na Evropsko prvenstvo v nogometu do 21 let 2004 ter 2006. Z reprezentanco do 19 let se je na Evropskem prvenstvu v nogometu do 19 let 2003 uvrstil v drugi krog tekmovanja.